# Hans Luther

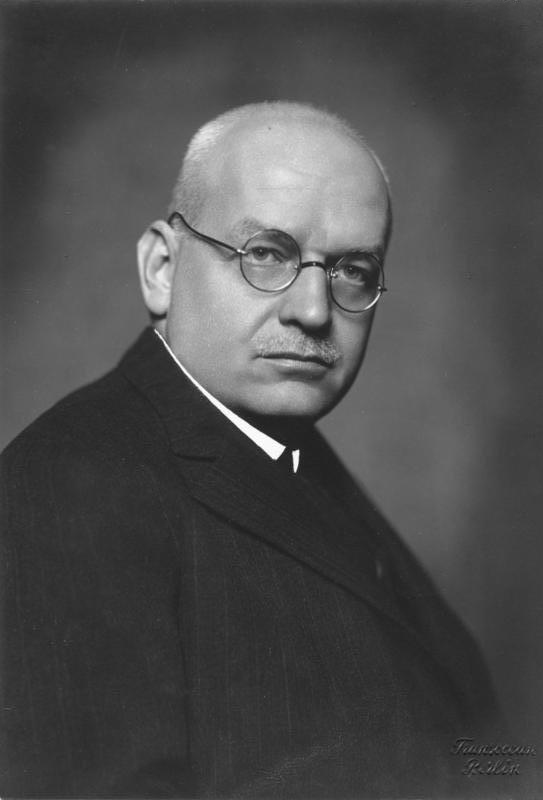
Hans Luther.

Hans Luther, född 10 mars 1879 i Berlin, död 11 maj 1962 i Düsseldorf, var en tysk jurist och politiker, aktiv i Tysknationella folkpartiet. Han var Tysklands rikskansler 1925–1926.
Hans Luther började sin politiska karriär i hemstaden Magdeburg där han valdes till rådman 1907. 1918 blev han borgmästare i Essen och 1922 utsågs han till jordbruksminister i rikskansler Wilhelm Cunos ministär. Han fick fortsatt förtroende som jordbruksminister under rikskansler Gustav Stresemann som tillträdde 1923 och var därefter finansminister i Stresemanns andra och Wilhelm Marx' båda regeringar 1923–1925. Under denna tid infördes bland annat Rentenmark, varigenom inflationen hävdes. Luther blev i januari 1925 rikskansler och kvarstod efter ombildning av sin regering 20 januari 1926 som sådan till 17 maj samma år.
Han tjänstgjorde även som tillförordnad rikspresident under en kortare period (fram till presidentvalet) efter den socialdemokratiske presidenten Friedrich Eberts död 1925.
Luther invaldes som ledamot av Kungliga Vetenskapsakademien 1926.
Luther avgick som rikskansler efter enbart ett år på posten på grund av det oroliga politiska läget i Tyskland vid denna tid. Luthers regering bestod av en koalition mellan hans eget parti, det högerkonservativa DNVP, Centrumpartiet och liberala Deutsche Demokratische Partei.
Åt 1927 inträdde Hans Luther i Deutsche Volkspartei.
År 1930 utnämndes Luther till riksbankschef, men han avgick i samband med Adolf Hitlers makttillträde och utsågs 1933 av den nazistiska regimen till Tysklands ambassadör till USA. Luther drog sig undan från offentligheten 1937 men återvände som rådgivare till den västtyska regeringen efter andra världskrigets slut.